# 아오나미촌
아오나미촌(青波村)은 시가현 이누카미군에 설치되었던 촌이다.